# 大平太
大平 太（おおひら ふとし）は、日本テレビ放送網制作局専門部長。

## プロフィール
1990年に日本テレビに入社、以後1998年7月頃までドラマの制作に携わる。『家なき子』で初のドラマディレクターを担当した。同年7月にドラマの制作から離れ、『ルックルックこんにちは』で取材ディレクターを担当した。1999年12月に再びドラマの制作に戻る。2001年に日本テレビの深夜ドラマ枠である『shin-D』の放送が終了し、後の『D-TODAY』（ZZZ）枠の担当プロデューサーとなる。2005年には『女王の教室』をプロデュース、それまでになかった教師像を創り出したことで話題となった。2012年6月1日よりドラマ担当チーフプロデューサー。2014年6月1日より現職。
この『女王の教室』では多くの非難、批判、共感など多くの反響が集まったことで、大平も同局の自己批評番組『あなたと日テレ』の2005年6月26日放送分などに出演した。当時小学校4年生の娘を持つ大平にとって、子供を叱ることがなくなった今の教師と学校に疑問を持ち、ドラマを通じて提言したいということが『女王の教室』の企画意図だったという。そしてその本編で主人公・阿久津真矢の過去を隠したことについては『安易に視聴者の共感を受けさせないため』ということを説明している。

## 手掛けたドラマ

### プロデューサー
- 姫はセーラー服がお好き（1997年）
- 24時間テレビスペシャルドラマ・勇気ということ（1997年）
- 亀中教師ご一行様（1998年）
- マネートークス（1998年）
- 平成夫婦茶碗（2000年）
  - 平成夫婦茶碗スペシャル（2000年）
  - 続・平成夫婦茶碗（2002年）
- OLポリス（2001年）
- おいしい女たち（2001年）
- 東京ぬけ道ガール（2002年）
  - 東京ぬけ道ガールリターンズ（2002年）
- だめんず・うぉ〜か〜（2002年）
- スーパーテレビ情報最前線・特別版・遺言-桶川ストーカー事件の深層（2002年）
- 幸福の王子（2003年）
- ラストプレゼント 娘と生きる最後の夏（2004年）
- シナリオ登龍門2004優秀賞受賞作品・「目の鱗、ぽろり」（2005年）
- 女王の教室（2005年）
- 演歌の女王（2007年）
- 24時間テレビスペシャルドラマ・君がくれた夏 〜がんばれば、幸せになれるよ〜（2007年）
- 学校じゃ教えられない!（2008年）
- 24時間テレビスペシャルドラマ・にぃにのことを忘れないで（2009年）
- 曲げられない女（2010年）
- リバウンド（2011年）
- 家政婦のミタ（2011年）
- ○○妻（2015年）
- 偽装の夫婦（2015年）
- 過保護のカホコ（2017年）
- 同期のサクラ　(2019年)
- 35歳の少女　(2020年)
- 家庭教師のトラコ（2022年）
- 24時間テレビスペシャルドラマ・虹色のチョーク 知的障がい者と歩んだ町工場のキセキ（2023年）

### チーフプロデューサー
- 三毛猫ホームズの推理（2012年4月期）※第8話より
- トッカン -特別国税徴収官-（2012年7月期）
- ゴーストママ捜査線〜僕とママの不思議な100日〜（2012年7月期）
- 東京全力少女（2012年10月期）
- シュガーレス（2012年10月期）
- 悪夢ちゃん（2012年10月期）
- シェアハウスの恋人（2013年1月期）
- 泣くな、はらちゃん（2013年1月期）
- 金田一少年の事件簿 香港九龍財宝殺人事件（2013年1月12日）
- So long !(2013年2月11日 - 13日)
- Woman　(2013年7月期)
- オンナ♀ルール 幸せになるための50の掟(2014年1月1日 - ) ※NOTTVとの共同制作
- 殺人偏差値70（2014年）

### 協力プロデューサー
- ハコヅメ〜たたかう!交番女子〜（2021年）
- 放課後カルテ（2024年）

### 演出・演出補
- 結婚しないかもしれない症候群（1991年）
- 家なき子（1994年）
  - 家なき子2（1995年）
  - 家なき子総集編（1995年）
- 日本一短い「母」への手紙2・第4話「めぐり逢い」（1995年）
  - 日本一短い「母」への手紙3・「卒業式」（1996年）
- 竜馬におまかせ!（1996年）
- 続・星の金貨（1996年）
  - 星の金貨・完結編スペシャル（1997年）
- セーラー服と吸血鬼（1996年）
- 天国への扉（1996年）
- 恋のバカンス（1997年）
- 恋の片道切符（1997年）
- 三姉妹探偵団（1998年）

## 映画
- 20世紀少年（2008年・2009年）

## 受賞
- 2012年 エランドール賞 プロデューサー賞（『家政婦のミタ』）[1]
- 2012年東京ドラマアウォード プロデュース賞[2]